# دست الأشراف
قرية دست الاشراف هي إحدى القرى التابعة لمركز كوم حمادة في محافظة البحيرة في جمهورية مصر العربية. حسب إحصاءات سنة 2006، بلغ إجمالي السكان في دست الاشراف 8128 نسمة، منهم 4210 رجل و3918 امرأة.

## التاريخ
قرية دست الأشراف من القرى القديمة، ذكر محمد رمزي في كتابه القاموس الجغرافي للبلاد المصرية أن هنري جوتييه في كتابه «قاموس الأسماء الجغرافية في النصوص الهيروغليفية» ذكر قرية باسم «حت إست Hat Ist» وقال معناها قصر «الإلهة إيزيس»، وأن صموئيل برش [الإنجليزية] حدّد مكان هذه القرية في القسم الثالث الليبي، وأن هنريخ بروغيش [الإنجليزية] اعتقد أنها قرية بهبيت الحجارة الواقعة في دلتا النيل، إلا أن محمد رمزي عارض رأي بروغيش ووافق رأي برش، وطابق ذلك مع قرية «تساتف Tsatfe» التي ذكرها إميل أميلينو في كتابه «جغرافية مصر في العصر القبطي»، وقال بأنها هي قرية «دست» التي ذكرها في قوانين ابن مماتي وفي تحفة الإرشاد من أعمال حوف رمسيس، وفي التحفة السنية لابن الجيعان في أعمال البحيرة. كما ذكر رمزي أن كلمة «الأشراف» أضيفت للاسم في العصر العثماني بناءً على رغبة أهل القرية، وهو الاسم الذي وردت في كتاب وصف مصر وفي تاريخ 1228هـ/1813م.